# Криницький Іван Андрійович
Криницький Іван Андрійович (1797, Звенигородка, тепер Черкаська область — 1838) — український зоолог, професор Харківського університету. Був першим в Україні дипломованим зоологом місцевого походження, а також першим малакологом у Східній Європі, зокрема в Україні та Російській Імперії. Описав близько 15 нових для науки видів наземних молюсків, переважно з Криму та Кавказу.

## Біографія
Закінчив Віленський університет. Викладав у ньому сільське господарство. З 1825 року — професор Харківського університету. Здійснив кілька подорожей з зоологічною метою на південь України, Кавказ, до берегів Каспійського моря. Деякі праці присвячені вивченню хребетних тварин. Описав багато нових на той час для фауни України видів птахів, плазунів і земноводних.

## Описані види

### Наземні молюски
- Brephulopsis bidens (Krynicki, 1833) — Крим
- Caucasotachea atrolabiata (Krynicki, 1833) — Кавказ
- Helicopsis filimargo[en] (Krynicki, 1833) — Крим
- Helicopsis lunulata[en] (Krynicki, 1833) — степи Східної Європи, описаний з Одеси
- Improvisa pupoides (Krynicki, 1833) — Кавказ
- Monacha fruticola (Krynicki, 1833) — Крим
- Peristoma merduenianum Krynicki, 1833 — Крим
- Peristoma rupestre (Krynicki, 1833) — Крим
- Thoanteus gibber (Krynicki, 1833) — Крим
- Xeropicta krynickii (Krynicki, 1833) — Крим
- Xeropicta derbentina (Krynicki, 1836) — Крим
- Oxychilus diaphanellus (Krynicki, 1836) — Крим
- Oxychilus filicum (Krynicki, 1836) — Кавказ
- Fruticocampylaea narzanensis (Krynicki, 1836) — Кавказ
- Euomphalia aristata (Krynicki, 1836) — Кавказ
- Vitrea contortula (Krynicki, 1837) — Кавказ

### Двостулкові молюски
- Didacna eichwaldi (Krynicki, 1837) — Каспійське море

### Ракоподібні
- Cyzicus tetracerus (Krynicki, 1830) — Харківська область

## Праці
- Krynicki I. 1830. Des Limnadies. Bulletin de la Société impériale des naturalistes de Moscou. 2: 173—182.
- Криницкий И. 1832. План предпринимаемого описания Слизняков, в пределах Российского государства обитающих. Bulletin de la Société impériale des naturalistes de Moscou. 4: 392—415.
- Krynicki I. 1833. Novae species aut minus cognitae e Chondri, Bulmi peristomae helicisque generibus praecipue Russiae meridionalis. Bulletin de la Société impériale des naturalistes de Moscou. 6: 391—436.
- Krynicki I. 1836. Helices propire dictae hucusque in limitibus Imperii Rossici observatae. Bulletin de la Société impériale des naturalistes de Moscou. 9: 147—214.
- Krynicki I. 1837. Conchylia tam terrestria, quam fluviatilia et e maribus adjacentibus Imperii Rossici indigena, quae pro mutua offeruntur historiae naturalis culturibus commutatione. Bulletin de la Société impériale des naturalistes de Moscou. 10 (2): 50–64.